# Хостуг Тыва
Национальное движение Народный фронт «Хостуг Тыва» (тув: «Свободная Тыва») была зарегистрирована в Министерстве юстиции республики как общественно-политическое движение 10 июня 1992 года. Однако фактически организация начала существование еще в годы перестройки под названием Народный фронт Тувы, сыграв свою в роль в межнациональных конфликтах и оттоке за пределы Тывы русскоязычного населения. По некоторым оценкам радикально ориентированное националистическое объединение, призывавшее к независимости Тувы и ее выходу из состава РФ. Одним из лидеров организации был бывший председатель Великого Хурала Тывы К. А. Бичелдей.
В 1993 году на базе «Хостуг Тыва» основалась Народная партия суверенной Тувы, боровшейся за экономическую обособленность от РФ. К концу 90-х организация практически самораспустилась. Считается, что движение добилось определенных результатов. К примеру, в прошлую Конституцию РТ внесено дополнение о ее праве на выход из состава Российской Федерации.
В нынешний период времени есть последователи или же преемники данной организации как общественное объединение "Народный Фронт Хостуг Тыва" нынешние последователи введут телеграмм канал

## Причины возникновения
В Туве в конце 80-х начале 90-х гг. XX в. советская власть стремительно теряла легитимность. Общественные объединения оказались в самом эпицентре социальнополитической трансформации государственного устройства: экономические проблемы  разрыв экономических связей, остановка производства, инфляция и т. д. вызвали у людей естественное стремление к выживанию, что выразилось в поиске самоидентификации тувинцев, стремлении восстановить традиционный хозяйственный уклад. Возрождается интерес к традиционной религии  буддизму, шаманизму, начинается строительство буддийских храмов, обучение хуураков, лам (священнослужителей, монахов), движение по строительству национальной школы в столице Тувы, повышается интерес к тувинскому языку и литературе, печатаются учебники, словари, художественная литература. В этих условиях в тувинском обществе возрастают идеи самоопределения, что выразилось в альтернативной политической деятельности  формировании общественнополитических движений.

## История организации
В конце 1990 г. была принята Декларация о суверенитете, провозгласившая: «Советская Республика Тува — суверенное государство, субъект Союза ССР и РСФСР в составе РСФСР и СССР». После этого начались погромы русских в поселке Хову-Аксы и его была вынуждена покинуть четверть населения (главным образом русские работники «Тувакобальта», который вскоре прекратил существование). Тогда же покинули село Элегет почти все русские, дома которых сожгли. В 1993-м местный Верховный Совет принял Конституцию, согласно которой регион стал называться Республика Тыва, а ее руководство могло самостоятельно решать «вопросы войны и мира», что вызвало дальнейшие многочисленные кровавые столкновения, спровоцированные «Хостуг Тыва».
Руководство республики данные выступления зачастую характеризовало не как демократические или национальные, а как преступные деяния. Руководство Тувы 26 июня 1990 г. созвало вторую внеочередную сессию Верховного Совета Тувинской АССР, посвященную межнациональным столкновениям. Но повестка дня ее именовалась «О неотложных мерах по усилению борьбы с преступностью». Обсуждение длилось более двух дней, выступало около 140 народных избранников и приглашенных лиц. Прокурор Тувинской АССР Н. А. Ондар выступал с докладом, в котором говорилось, что «национализма в регионе нет, а случившиеся выступления — это политическая провокация». Некоторые представители силовых структур, в частности МВД, всплеск преступности напрямую связывали «с перестройкой и гласностью».
В 1992—1993 гг. вынудили еще 20 тыс. русских покинуть республику.
В начале 90-х годов национальной интеллигенцией выдвигалась идея о формировании концепции объединения родственных народов — тувинцев и хакасов, создания единого государства и присоединения к нему других родственных тюркских народов Российской Федерации. Этот тезис был представлен к публичному обсуждению на заседании V съезда хакасского народа, проведенном в г. Абакан в 1992 г. активистами инициативной группы съезда Чон чобi. Предложение о необходимости создания ассоциации народов Южной Сибири было высказано А. А. Костяковым 10. Летом (17 июня) 1993 г. народный совет съезда хакасского народа подписал протокол предварительных намерений с Народным фронтом «Хостуг Тыва». В преамбуле документа отмечались тенденции, направленные на лишение коренных народов права на самоопределение, на свободное определение ими своего политического статуса, например, на свободное объединение, союзы в форме федераций и конфедераций. Учитывая эти неблагоприятные обстоятельства, представители Народного фронта «Хостуг Тыва» и Чон чобi брали на себя обязательства разработать концепцию объединения родственных тюркских народов. Председатели Народного фронта «Хостуг Тыва» и Чон чобi С. Тумат и В. Ивандаев констатировали также «факт обращения союза политических сил Тувы и Чон чобi по созданию единого тюркского государства и в защиту политических прав членов этих органов».

## Устав народного фронта
Устав Движения принят на Учредительной конференции народного фронта «Хостуг Тыва» 18 апреля 1992 г. Согласно ему, целями движения является создание и укрепление основ гражданского общества, защита прав и свобод граждан, борьба с экономической разрухой, ухудшением экологии, информационным беспределом, коррупцией, правонарушениями среди молодежи, развитие и углубление духовной культуры народов Тувы, пропаганда идей Движения и вовлечения в нее новых сторонников, содействие достижению экономической самостоятельности, являющейся основой государственной независимости Республики Тыва.